# Ouija: A gonosz eredete
Az Ouija: A gonosz eredete (eredeti címén: Ouija: Origin of Evil) 2016-os amerikai természetfeletti horrorfilm, melyet Mike Flanagan rendezett, valamint Flanagan és Jeff Howard írt. A film a 2014-ben bemutatott Ouija című film előzménye. A főszereplők Elizabeth Reaser, Annalise Basso, Lulu Wilson, Parker Mack és Henry Thomas.
Az Amerikai Egyesült Államokban 2016. október 21-én mutatta be a Universal Pictures. Magyarországon kizárólag DVD-n jelent meg.
A film többnyire pozitív értékeléseket kapott a kritikusoktól. A Metacritic oldalán a film értékelése 65% a 100-ból, ami 26 véleményen alapul. A Rotten Tomatoeson az Ouija: A gonosz eredete 7%-os minősítést kapott, 72 értékelés alapján. A film az előző részhez képest valamivel gyengébben teljesített bevételi szempontból, viszont a bruttó bevétele így is több mint 81,7 millió dollár lett, ami a 9 millió dolláros költségvetésével szemben igen jó eredmény. A film forgatását 2015. október 21-én kezdték el.
Ellentétben az előző résszel, a film cselekményének középpontjában egy megözvegyült nő, valamint két kislánya, akik egy Ouija nevű táblának segítségével megidéznek egy szellemet, amely a legfiatalabbik lányt hamar megszállja. A nagyobbik lánynak és az édesanyának mindent meg kell tennie annak érdekében, hogy a kislányból elűzzék a gonoszt.

## Cselekménye
|  | Alább a cselekmény részletei következnek! |

1967-ben járunk, Los Angelesben. Egy Alice Zander (Elizabeth Reaser) nevű megözvegyült asszony spirituális médiumként keresi kenyerét külvárosi otthonukban a lányaival, a 15 éves Paulina "Lina"-val (Annalise Basso) és a 9 éves Doris-szal (Lulu Wilson); bár a család sokszor svindliskedik, de Alice igazi szándéka az, hogy segítsen az embereknek túllépni. A család még mindig szomorú Roger, Alice férje és a gyerekek apja közelmúltbeli halála miatt. Lina azt javasolja Alice-nek, hogy vegye meg az üzletből az OUIJA boszorkánytáblát és azt használják a továbbiakban, ám a nő tudtán kívül kapcsolatba lép egy Marcus nevű szellemmel, amellyel Doris is beszél.
Alice kilakoltatási felszólítást talál a bejárati ajtón, azaz akármikor elvehetik a házukat. Doris a tábla segítségével kapcsolatba lép a halott édesapjával, hogy kommunikálni tudjanak egymással, ám az apa szelleme egy titkos kamrába vezeti őt, ahol a pince falai mögött talál egy pénztárcát tele pénzzel. Doris véletlenül megtöri a három szabály egyikét, ugyanis elfelejt elbúcsúzni a szellemtől. Amikor a pénzt átadja az anyjának, a család tart egy Ouija-egyesülést, mert úgy vélik, hogy kapcsolatba léphetnek Rogerrel. Amikor a család feltesz egy kérdést, amire csak Roger tudja a választ, s helyesen válaszol is rá, az izgatott Alice kezdni azt hinni, hogy kapcsolatban állhat a halott férjével.
Hamarosan, Dorist egy árnyékos szellem szállja meg. Lina, aki a húga szokatlan viselkedése miatt zavart, talál néhány folyékony lengyel nyelven írt papírt (Doris írta); egy olyan nyelven, amit nem ismer, ezért Tom atyához fordul a lefordítására. Annak érdekében, hogy kapcsolatba lépjen a halott feleségével, Glóriával, Tom atya az Ouija-egyesülés érdekében meglátogatja a családot. Az egyesülés sikeresnek tűnik, bár Tom atya később elmagyarázza Alice és Lina számára, hogy Doris nem lépett kapcsolatba Glóriával. Helyette minden feltett kérdésére a fejében másra gondolt, valamint a válaszokat előre ismételgette magában, hogy végül a kislány azokat mondja. A férfi megtudja, hogy a megírt bejegyzéseket egy Marcus (Doug Jones) nevű lengyel bevándorló írta; a második világháború ideje alatt egy szadista orvos kezei alá került, aki a ház pincéjében kísérleteket végzett vele és más foglyokkal. Ezek a szellemek olyan válaszokat tudtak előre, amelyeket csak Roger tudhatott volna egyedül, mert ők már figyelték a családot, amióta odaköltöztek.
Eközben Doris megöli Lina barátját, Mikey-t és a testét fellógatja az emeletről. Ezt látván, Tom, Alice és Lina sietve elégetik az Ouija táblát a földszint alagsorában. Amikor Tom atya felfedezi a pincefalak mögötti csontvázak maradványait, rájönnek, hogy az Ouija tábla használatának során, mindvégig egy temetőben éltek, ezzel megtörve a három szabály egyikét. Tom atya megtalálja a titkos helyiséget, ahol a kísérleteket végezték, ám mostanra már a démon birtokában áll. A helyiségben az atyának egyértelművé válik a dolgok helyzete, majd Doris hamar végez is vele, ugyanakkor Alice és Lina próbál ellentámadást indítani. Alice-t elkapja, míg Roger szelleme az öntudatlan Liná-t az ágyába viszi. Lina magához tér, és visszaemlékezik egy korábbi pillanatra, amikor az apja szelleme odarakta a bevarrott szájú babáját az ágyra, arra utalva, hogy a "hangok zárva vannak", majd a lány ekkor rájön, hogy Doris száját be kell varrni, hogy bezárja a szellemek hangját és megállítsa a gonoszt. Rövid harc közepette sikeresen bevarrja Doris száját, ám a kislány meghal, aki újraegyesül az édesapjával. Ezután Lina átmenetileg megszállottá válik és megöli Alice-t egy késsel. Míg haldoklik, Alice látja Rogert és Dorist a zokogó Lina mögött, és boldogan csatlakozik a rá váró családhoz.
Két hónappal később, Linát egy elmegyógyintézetben kezelik az anyja meggyilkolásának gyanúja miatt. Az orvos megkérdezi tőle, hogy mi történt Doris testével, de nem tudja megmondani, majd Lina azt állítja, hogy többé már nem lesz egyedül. Lina a cella belsejében megpróbálja megidézni a húgát, majd az orvos az ajtón kívül figyel őt, akinek nincs tudomása arról, hogy a megszállott Doris a mennyezetről közelít felé. A stáblista leforgása után, a 2014-es film egyik jelenete látható, ahol az idős Lina a kerekesszékében ül a menedékházban, és meglátogatja valaki, aki azt állítja, hogy az unokahúga.
|  | Itt a vége a cselekmény részletezésének! |

## Szereplők
| Színész          | Szerep                  | Magyar hang     |
| ---------------- | ----------------------- | --------------- |
| Elizabeth Reaser | Alice Zander            | Bertalan Ágnes  |
| Lulu Wilson      | Doris Zander            | Pál Zsófia      |
| Annalise Basso   | Paulina "Lina" Zander   | Pekár Adrienn   |
| Lin Shaye        | Paulina Zander öregen   | Bessenyei Emma  |
| Henry Thomas     | Tom Hogan atya          | Kárpáti Levente |
| Parker Mack      | Michael "Mikey" Russell | Czető Roland    |
| Halle Charlton   | Ellie                   | Hermann Lilla   |
| Sam Anderson     | Mr. Browning            | Forgács Gábor   |
| John Prosky      | Fuller doktor           | Jakab Csaba     |
| Michael Weaver   | Roger Zander            | nem szólal meg  |
| Doug Jones       | Marcus kísértete        | nem szólal meg  |